# Small CD-Writer
Small CD-Writer — бесплатная программа для записи CD и DVD дисков. Работает на компьютерах под управлением операционной системы Microsoft Windows.

## Возможности
- Поддержка файловой системы ISO 9660 и её расширения Joliet (отсутствует поддержка файловой системы UDF, нет поддержки файлов размером более 2 ГиБ)
- Запись данных на записываемые CD и DVD диски и в ISO-образы
- Запись ISO-образов на записываемые CD и DVD диски
- Создание ISO-образов с существующих CD и DVD дисков
- Стирание перезаписываемых CD и DVD дисков
- Поддержка мультисессионности (импорт списка файлов предыдущей сессии и опциональная финализация диска)
- Возможность посмотреть список файлов любой выбранной сессии существующего диска с возможностью извлечения файлов, даже если в системе он определился как пустой
- Создание загрузочных дисков
- Создание, редактирование, сохранение и загрузка списка файлов (управление проектом диска)
- Возможность удобного добавления файлов в проект из проводника Windows через «Отправить → Small CD-Writer»

## Особенности
- Малый размер — 420 КБ.
- Простота использования.
- Программа не требует инсталляции и состоит из одного исполняемого файла.